# Жучково (Архангельская область)
Жучково — деревня в Холмогорском районе Архангельской области России. В рамках административно-территориального устройства относится к Ломоносовскому сельсовету. В рамках организации местного самоуправления входит в муниципальное образование Холмогорский муниципальный округ.

## Название
По данным «Списка населённых мест Архангельской губернии 1905 года» официально именовалась Аннина гора, местное название — Жучковы и Бор.

## География
Расположена на острове Куростров, омываемом водами Северной Двины (рукава Ровдогорка и Богоявленка), при автодороге 11К-858.

## История
В начале XX века деревня Аннина гора входила в состав Куростровского общества в Ломоносовской волости Холмогорского уезда Архангельской губернии, находилась 
по левому берегу р. Богоявленки.
В 2006—2014 входила в состав сельского поселения «Ломоносовское».
С 2014 по 2022 годы входила в сельское поселение «Холмогорское» Холмогорского муниципального района. После их упразднения входит в Холмогорский муниципальный округ.

## Население
| 2002 | 2010 | 2012 |
| ---- | ---- | ---- |
| 0    | ↗6   | ↘2   |